# Браунси
Браунси е най-големият от 8-те острова в залива Пул край английския бряг на Ламанша. Намира се в графство Дорсет, Югозападна Англия.
До острова може да се стигне с ферибот. Ежегодно Браунси, който принадлежи на Националния тръст, е посещаван от близо 100 000 туристи. От скалите се открива гледка към полуостров Пьорбек със замъка Корф.
Широчината на острова е 1200 m, а дължината му – 2400 m. Най-голямата сграда е замъкът Бранкси (построен през 1545 – 1547 г.) – типичен за епохата на Хенри VIII отбранителен брегови форт.
През 1576 г. кралица Елизабет I подарява острова на своя фаворит Кристофър Хатън. След него, от ХVІІ до ХХ век, островът е притежание на депутати от Парламента и частни лица, включително архитекта Уилям Бенсън (1682 – 1754) и аристократа Джордж Кавендиш-Бентинка (1821 – 1891).
От 1 до 8 август 1907 г. там се провежда първият скаутски лагер, воден от ген. Бейдън-Пауел.
От 1964 г. всяко лято на острова се провеждат представления на шекспирови пиеси под открито небе.